# Erich Kofler
Erich Kofler (* 15. Mai 1916 in Bozen, Österreich-Ungarn; † 30. Oktober 1994 ebenda) war ein Südtiroler Schriftsteller und Heimatkundler.

## Leben
Kofler war der Sohn von Josef Kofler, einem aus Kurtatsch stammenden Architekten. Die Schulzeit verbrachte Kofler in Stams, Mehrerau und Brixen. 1937 wurde er zum italienischen Militär einberufen, optierte aber 1939 für das Deutsche Reich. Im selben Jahr erschien sein erster, deutlich nationalsozialistisch geprägter Gedichtband. 1940 gab Kofler gemeinsam mit Karl Felderer, Hubert Mumelter, Franz Sylvester Weber und Carl Zangerle im Eigenverlag einen
Gedichtband unter dem Titel Opfergang und Bekenntnis heraus, der neben einschlägiger „Blut und Boden“-Lyrik auch zu einem Südtiroler Optionsentscheid für NS-Deutschland aufrief.
Während des Zweiten Weltkriegs diente Kofler als Offizier der deutschen Gebirgsartillerie in Finnland, wo er auch in Gefangenschaft geriet. Erst 1947 kehrte er wieder nach Südtirol zurück. In Bozen arbeitete Erich Kofler als kaufmännischer Angestellter, außerdem war er Sekretär des Südtiroler Künstlerbundes.
Kofler trat vor allem in den 1950er Jahren mit spätromantisch-kulturkonservativ eingefärbter Lyrik hervor, wobei er zunächst das Pseudonym Hans Rubeiner verwendete. Neben mehreren Gedichtbänden publizierte er auch heimatkundliche Führer und Darstellungen und war sporadischer Mitarbeiter der von Hubert Mumelter herausgegebenen Alpenpost.
1976 wurde Kofler zum Ehrenmitglied des Südtiroler Künstlerbundes ernannt.

## Werke
- Land und Lied. Gedichte. Illustrationen von Heiner Gschwendt. Bozen: Eigenverlag 1939.
- Bekenntnisse. Gedichte. Innsbruck: NS-Gauverlag und Druckerei Tirol Ges.m.b.h. 1940.
- Lasset uns lieben das Leben. Gedichte. Bozen: Ferrari-Auer 1950.
- Geliebtes Leben. Gedichte. Bozen: Ferrari-Auer 1951.
- Unterwegs. Gedichte. Bozen: Laurin 1953.
- Südtirol und Dolomiten. Ein Bildband. Mit Meisteraufnahmen von Heinz Müller-Brunke. Einleitung von Erich Kofler. Geschichtliche Erläuterungen von Eduard Widmoser. Innsbruck: Pinguin 1959.
- Geliebte Erde. Gedichte. Mit Lichtbildern von Luis Oberrauch. Bozen: Verl.-Anst. Athesia 1978 (Werkreihe Südtiroler Autoren 3).
- Wege zur Besinnung. Zwiesprache mit Südtirol. Farbaufnahmen von Oswald Kofler. Bozen: Verl.-Anst. Athesia 1982.
- P. J. Ladurners Chronik von Bozen von 1610 bis 1739. In: Der Schlern 58, 1984, S. 323–361.
- Barbian, Villanders: das alte Gericht Villanders. 2., überarb. Aufl. Bozen: Verl.-Anst. Athesia 1988 (= Südtiroler Gebietsführer 25).
- Jahresringe. Gedichte. Mit Lichtbildern von Oswald Kofler. Bozen: Verl.-Anst. Athesia 1988 (= Literarische Zeugnisse aus Tirol 7).
- Ein Sommer in Dreikirchen. Lichtbilder von Oswald Kofler. Bozen: Verl.-Anst. Athesia 1991 (= Das besondere Taschenbuch 106). ISBN 88-7014-616-2